# هوارد ويلز
هوارد ويلز (بالإنجليزية: Howard Wales)‏ هو عازف جاز أمريكي، ولد في القرن العشرين.

## وصلات خارجية
- الموقع الرسمي
- هوارد ويلز على موقع ميوزك برينز (الإنجليزية)
- هوارد ويلز على موقع أول ميوزيك (الإنجليزية)
- هوارد ويلز على موقع ديسكوغز (الإنجليزية)